# كريغ هاريسون
كريغ هاريسون (بالإنجليزية: Craig Harrison)‏ (مواليد 1974) هو عريف من الجيش البريطاني حصل على رقم قياسي كأبعد إصابة موثقة في معركة للجيش البريطاني ضد عناصر طالبان بأفغانستان في نوفمبر من العام 2009، حيث أصاب هاريسون الهدف قتيلاً من على بُعد (2.475 متر) كاسراً بذلك الرقم القياسي السابق (2.430متر) لـ«روب فورلونج» في العام 2002. وسجل هذا الإنجاز في موسوعة غينيس للأرقام القياسية.